# Église d'Akbar
L’église d’Akbar est un édifice religieux catholique sis à Āgrā (Inde). Construite au début du XVIIe siècle sur un terrain offert aux missionnaires jésuites par l’empereur moghol Akbar qui en couvrit en bonne partie les frais, l’église fut consacrée en 1604. Subissant de nombreuses vicissitudes au cours des siècles, l’église servit de cathédrale au vicariat d’Āgrā au XIXe siècle. Comme simple chapelle publique, elle est encore aujourd’hui ouverte au culte catholique, sans être paroisse.

## Histoire

### Don d’Akbar
Les premiers chrétiens à Āgrā sont des marchands arméniens arrivés en 1562. Sur invitation d'Akbar, les jésuites passent quelques années à Fatehpur-Sikri (1580) pour y débattre de questions religieuses. Peu après l’arrivée en 1595 du troisième groupe de jésuites (cette fois, à Āgrā), Akbar leur accorde par firman l’autorisation de construire une église en 1599.
Estimant beaucoup les missionnaires, Akbar leur donne un vaste terrain (connu plus tard comme ‘Padritola’) et finance en grande partie la construction de l’église. Un riche marchand arménien du nom de Mirza Zulqarnain (Kwaja Martinus), un proche de l’empereur, contribue également généreusement à sa construction. L’église est consacrée en 1604 par le père Jérôme Xavier,  petit-neveu de Saint François Xavier.

### Soutien de Jahângîr
Jahângîr qui succède à Akbar sur le trône moghol est encore plus favorable et contribue à l’agrandissement de l’église qu’il visite régulièrement. En 1614, elle est décrite comme ‘spacieuse’ par un  certain Withington, un voyageur anglais de l’East India Company. La croix sur le toit peut être vue de loin. Des sources arméniennes affirment que trois neveux de l’empereur Jahângîr y sont baptisés à cette époque par le père Corsi.
Les relations entre Jahângîr et les portugais se détériorant, l’empereur ordonne la fermeture de l’église. Ce premier orage à peine passé, le bâtiment avec la maison des jésuites y attenant subit un grave incendie en 1616. Dix ans plus tard, en 1626 - lorsque Shâh Jahân monte sur le trône - on sait que l’église est ouverte et utilisée pour le culte. Grâce à la générosité d’un marchand arménien, un petit collège fonctionne à proximité. 

### XVIIeetXVIIIesiècles
Shâh Jahân est plus distant. Un nouveau différend avec les portugais conduit à un conflit armé. En 1632, le comptoir portugais de Hugli, sur le Hooghly, est conquis par l’armée moghole. Plusieurs milliers de  prisonniers sont conduits à Āgrā dans des conditions très éprouvantes. Très emporté contre les portugais, Shâh Jahân ordonne la démolition du clocher de l’église en 1634. En décembre 1635, un nouveau firman ordonne la destruction de l’église ; mobilier et objets de dévotion ou culte sont cependant restitués aux pères jésuites qui ne sont pas autrement inquiétés. Ils sont même autorisés à construire une chapelle privée où la foi est enseignée. 
Un siècle plus tard, cette chapelle devenue église quasi publique est en mauvais état. Deux aventuriers européens enrichis comme commandants militaires au service de seigneurs locaux la reconstruisent en 1769. L’un des deux est Walter Reinhardt, dit le Sombre. Avec le soutien financier du même Reinhardt, le père Wendel, dernier prêtre jésuite d’Āgrā (avant la suppression de la Compagnie de Jésus) l’agrandit en 1772 en lui donnant plus de profondeur. Il a la charge d’une trentaine de familles chrétiennes. Le 7 mai 1781, la Begum Sumru, veuve de Reinhardt et princesse de Sardhana, y reçoit le baptême.
Les deux derniers jésuites de l’ancienne mission de Moghol, Joseph Tieffenthaler (mort en 1785), et François-Xavier Wendel (mort en 1803), sont enterrés dans le petit cimetière derrière l’église.

### XIXesiècle
Lorsque le vicariat apostolique du Tibet-Hindoustan est créé en 1820, l’église en devient la cathédrale. Elle le restera jusqu’à la consécration de la nouvelle cathédrale de l’Immaculée Conception en 1849.  ‘Padritola’ devient le quartier chrétien d’Āgrā, habité en grande partie par les maçons et autres travailleurs engagés sur le chantier de la cathédrale.
Aujourd’hui, l’église d’Akbar qui se trouve à moins de cent mètres au sud de la cathédrale de l'archidiocèse d'Agra est une simple chapelle publique.